# تنفس نایدیسی
تنفس نایدیسی یا تنفس تراشه‌ای نوعی تنفس و شیوه‌ای برای تبادل گازها است. این نوع تنفس در بی‌مهرگان خشکی‌زی مانند حشرات (مانند مگس و زنبور) و صدپایان (مانند هزارپا) وجود دارد. برخی از مارمولک ها نیز به این شیوه تنفس می‌کنند.
در این جانداران دستگاه گردش مواد (همولنف)، نقشی در انتقال گازهای تنفسی ندارد؛ بلکه در این جانداران ساختارهایی به نام نایدیس‌ها، وظیفهٔ تبادل گازها را بر عهده گرفته‌اند که با انشعابات خود به تمام سلول‌های زندهٔ درون بدن جاندار دسترسی دارد. در حشرات، هوا از راه روزنه‌های خارجی به نام روزنک وارد دستگاه تنفسی می‌شود این روزنه‌های خارجی مانند شیرهای ماهیچه‌ای عمل می‌کند که هوا را به دستگاه تنفسی داخلی می‌رساند؛ این دستگاه شبکه‌ای چگال از لوله‌هایی به نام نای است. نایدیس‌ها ساختاری جهت بستن منافذ دارند که مانع هدر رفتن آب بدن می‌شود. نایدیس‌ها با کیتین مفروش شده‌اند که به انشعابات کوچک‌تری تقسیم می‌شوند. انشعابات پایانی که در کنار سلول‌های بدن قرار می‌گیرد، بن‌بست بوده و فاقد کیتین اما دارای مایعی‌ست که تبادلات گازی را ممکن می‌کند.
حشرات سامانهٔ تنفسی نایدیسی دارند. در این سامانه، نایدیس‌ها، لوله‌های منشعب و مرتبط به هم هستند که از طریق منافذ تنفسی به خارج راه دارند.

## ساختار نایدیس
نایدیس‌ها لوله‌های منشعب تنفسی هستند که به هم مرتبط‌اند. این ساختارها از طریق منافذ تنفسی سطح بدن جاندار به خارج راه دارند و معمولاً ساختاری جهت بستن منافذ دارند که از هدر رفتن رطوبت بدن جاندار جلوگیری کند و تنها در زمان تنفس، باز هستند. جنس اکثر آن‌ها نیز از کیتین است.

## کارکرد نایدیس
در هنگام تنفس هوا از طریق منافذ تنفسی سطح بدن وارد نایدیس‌ها می‌شود. هوا هرچه از سطح بدن دور شود به انشعابات کوچک‌تری از نایدیس‌ها می‌رسد تا به نایدیس‌های انتهایی برسد. نایدیس‌های انتهایی که به‌طور متوسط تنها چند میکرون با سلول‌ها فاصله دارند، بن‌بست بوده و دارای مایعی است که تبادلات گازی از طریق انتشار را ممکن می‌سازد.